# Matt Shanahan (Politiker)

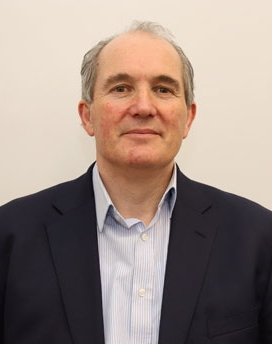
Matt Shanahan, 2020

Matt Shanahan (* 19. Mai 1964 in Waterford, County Waterford) ist ein irischer Politiker und war von 2020 bis 2024 Mitglied des irischen Parlaments Dáil Éireann.

## Leben
Matt Shanahan hat einen Abschluss im Marketing und gründete 2004 eine Werbefirma namens Velocity Media. 2018 rückte er in den  Waterford City and County Council  nach. Bei den Wahlen 2020 wurde er dann als Unabhängiger für die Regionalgruppe im Wahlkreis Waterford gewählt und zog als Teachta Dála in das Unterhaus ein. Er konnte seinen Erfolg bei den Wahlen 2024 allerdings nicht wiederholen.

## Familie
Matt Shanahan ist mit Elaine Shanahan verheiratet, gemeinsam haben sie drei Kinder.